# Rad
Pour les articles homonymes, voir RAD.
Rad est un site de prêt-à-porter français, spécialisé dans la mode éphémère. En décembre 2015, le site est accessible en France, au Royaume-Uni, en Allemagne, aux États-Unis, en Belgique et en Autriche.
La marque Rad est exploitée par la société Wooop.

## Historique
Ce site est cofondé en juillet 2012 par quatre anciens camarades d’université,, avec un capital social initial de 20 000 euros.  
À sa création et jusqu’à décembre 2013, le site repose sur le principe de ventes privées et éphémères de vêtements et d’accessoires. En 2014, Rad se repositionne et se focalise alors sur la mode.[réf. souhaitée]
En novembre 2015, Rad réalise sa première collection vendue dans des magasins physiques en France aux Galeries Lafayette,.

## Principe et fonctionnement
À sa création en 2012, Rad fonctionne (comme le site ventesprivées.com) selon le modèle d’un « club privé » : pour pouvoir acheter sur le site, les internautes doivent être invités au préalable, selon un système de cooptation. Un crédit d’achat, valable sur l’ensemble du site, est offert aux membres pour chaque nouvel invité inscrit, selon un modèle de parrainage. Aujourd’hui[Quand ?], le site ne fonctionne plus sur ce système de parrainage et est ouvert à tous. Rad déclare compter environ deux millions d’inscrits en Europe.

## Image de marque et positionnement
Le slogan de la marque est : « Cool products, every day ». En effet, le mot « rad » signifie « cool » en anglais. Son public-cible est composé de jeunes adultes qui affectionnent la mode éphémère. 
La plateforme propose des produits de « 1 500 marques hipster ».
Aux côtés des marques qu’il distribue, Rad travaille également en collaboration avec des artistes et designers, qui conçoivent des produits et des collections en exclusivité pour son site.

## Marketing
En juin 2015, la marque s’associe à l’animatrice télé Alessandra Sublet qui lance sur le site une collection de t-shirts et sweaters baptisée « Supernana ». 
Le 7 octobre 2015 , Rad lance une nouvelle collection capsule créée en partenariat avec EnjoyPhoenix,, Youtubeuse mode française suivie par plus d'un million de personnes sur YouTube.

## Économie

### Levée de fonds
À l’origine autofinancée, la société est soutenue en juin 2013 fait l'objet d'un investissement de 3,3 millions de dollars (2,5 millions d'euros), dont deux millions d'Index Ventures. La start-up déclare vouloir utiliser le capital levé pour étoffer ses équipes, renforcer sa R&D, investir en logistique/production/marketing et accélérer son déploiement international.

### Développement international
Dès le mois juin 2013, la société annonce sa volonté de se développer au niveau international : dans un premier temps, elle vise le marché européen, notamment le Royaume Uni et l’Allemagne, pour ensuite pénétrer le marché américain, dans les deux années à venir. 
Finalement, le développement aux États-Unis est lancé avec 300 jours d’avance sur ces prévisions, dans la première moitié de l’année 2014. Grâce au trafic web naturel en provenance des États-Unis, la société affirme compter plusieurs dizaines de milliers d’inscrits dans le pays et déclare vouloir y implanter des bureaux.

## Direction et effectif
Rad a été cofondée par David Smadja (directeur créatif). Anthony Serero (PDG), Simon Amazalag (directeur des finances), Julia Serero (directrice des achats). Alexandre Ali occupe le poste de directeur des opérations de la marque. 
L’effectif de la société s’élève à plus de 40 salariés.